# 湄州岛战斗
湄州岛战斗是一场于1953年发生在福建省莆田的小型战斗。
2月13日上午7时，中华民国国军将领胡琏派出章乃安游击大队率领3,000余人突袭福建省莆田市的湄洲岛，当时岛上驻守的是解放军守军84师的一个加强连，共约180人。
激戰2小時，駐島解放军被国军全歼大半，其中俘虏90余人。此外还有平民1人死亡、9人受伤、民房20间被烧毁。當晚2月13日下午8时，解放军援军用炮火进行反击國軍，由於國軍戰鬥任務已達成，到14日上午7时，国军得知解放军增援部队即将登岛，將所有軍用物資帶走便全軍撤离该岛。